# Unidades de Inversión
Las Unidades de Inversión (UDI; código ISO 4217: MXV) son unidades de valor que establece el Banco de México para solventar las obligaciones de los créditos hipotecarios o de cualquier acto mercantil o financiero. Comenzaron a utilizarse en México después de la crisis económica de 1994-1995 por las Sofoles, con el objeto de brindar la posibilidad de adquirir créditos hipotecarios a personas físicas que no eran susceptibles de crédito en las entidades financieras del país. 
Su valor se incrementa diariamente para mantener el poder adquisitivo del dinero y es publicado en el Diario Oficial de la Federación. El valor de las UDI se establece tomando en cuenta las variaciones del Índice Nacional de Precios al Consumidor (INPC), es decir, tomando en cuenta la inflación. Esto lleva a que las tasas de interés sean fijas y estabiliza las deudas.
El 4 de abril de 1995, día en que comenzaron a utilizarse, el valor de cada UDI correspondía a 1 peso=1 UDI.
Acorde con la Ley del Sistema Nacional de Información Estadística y Geográfica, publicada en el Diario Oficial de la Federación el 16 de abril de 2008, a partir del 15 de julio de 2011 el Instituto Nacional de Estadística y Geografía (INEGI) tiene la facultad exclusiva de elaborar y publicar los índices nacionales de precios.
En consideración a lo anterior, la información sobre la inflación referente a junio de 2011 fue la última publicada por el Banco de México. El INEGI comenzó la difusión de la información con los resultados correspondientes a la primera quincena de julio de 2011.

## Valor histórico con respecto al peso
El valor histórico de las UDI va aumentando día a día aquí se presenta una tabla con los valores promedio en los últimos años.
| Año                   | Pesos por UDI |
| --------------------- | ------------- |
| 10 de octubre de 2022 | $7.549611     |
| 23 de febrero de 2020 | $6.457147     |
| 27 de mayo de 2019    | $6.277221     |
| 1 de enero de 2019    | $6.245487     |
| 2017                  | $5.564326     |
| 2016                  | $5.382040     |
| 2015                  | $5.271731     |
| 2014                  | $5.060003     |
| 2013                  | $4.875458     |
| 2012                  | $4.692796     |
| 2011                  | $4.526900     |
| 2010                  | $4.340900     |
| 2009                  | $4.185500     |
| 2008                  | $3.933500     |
| 2007                  | $3.789867     |